# Södermanlands runinskrifter 341
Södermanlands runinskrifter 341 är en försvunnen vikingatida runsten som funnits i Turinge socken och Nykvarns kommun. Exakt var stenen stått är emellertid oklart. Erik Brate ansåg att ristningen var signerad av Fot. Det är dock oklart om det rör sig om den runristaren. Ristningen har också attribuerats till Äskil.

## Inskriften
Translitterering av runraden:
[þrniutr · rasti + s--- at · buruþu- + kaifuti + futr + un]
Normalisering till runsvenska:
Þorniutr(?) ræisti s[tæin] at broðu[r] kaifuti futr un.
Översättning till nusvenska:
Tornjut(?) reste stenen efter (sin) broder ...